# Like Wow!
Like Wow! — дебютный сингл американской певицы Лесли Картер из мультфильма студии DreamWorks Animation «Шрек», выпущенный 13 января 2001 года. Песня также звучит в игре Donkey Konga.

## Список композиций
US Promo CD
1. «Like Wow!» (Radio Edit)

US CD single
1. «Like Wow!» (Radio Edit)
2. «True»

Australia CD single
1. «Like Wow!»
2. «Shy Guy»
3. «Too Much Too Soon»
4. «I Wanna Be Your Girl»

## Выход
| Страна    | Дата            | Формат   |
| --------- | --------------- | -------- |
| США       | январь 13, 2001 |          |
| Австралия | июнь 12, 2001   | CD сингл |

## Чарты
| Чарты (2001)         | Высшая позиция |
| -------------------- | -------------- |
| US Billboard Hot 100 | 99             |

### Годовые чарты
| Чарт (2001)                      | Позиция |
| -------------------------------- | ------- |
| Canada Sales (Nielsen Soundscan) | 164     |